# Міллен (Джорджія)
Міллен (англ. Millen) — місто (англ. city) в США, в окрузі Дженкінс штату Джорджія. Населення — 2966 осіб (2020).

## Географія
Міллен розташований за координатами 32°48′25″ пн. ш. 81°56′31″ зх. д. / 32.80694° пн. ш. 81.94194° зх. д. (32.806892, -81.942039).  За даними Бюро перепису населення США в 2010 році місто мало площу 9,33 км², з яких 9,27 км² — суходіл та 0,06 км² — водойми.

## Демографія
Згідно з переписом 2010 року, у місті мешкало 3120 осіб у 1226 домогосподарствах у складі 774 родин. Густота населення становила 334 особи/км².  Було 1521 помешкання (163/км²).
Расовий склад населення:
| - 61,6 % — чорних або афроамериканців - 35,5 % — білих - 0,4 % — азіатів - 0,2 % — корінних американців - 1,3 % — осіб інших рас |

До двох чи більше рас належало 1,0 %. Частка іспаномовних становила 2,4 % від усіх жителів.
За віковим діапазоном населення розподілялося таким чином: 28,3 % — особи молодші 18 років, 55,0 % — особи у віці 18—64 років, 16,7 % — особи у віці 65 років та старші. Медіана віку мешканця становила 37,3 року. На 100 осіб жіночої статі у місті припадало 79,7 чоловіків;  на 100 жінок у віці від 18 років та старших — 70,0 чоловіків також старших 18 років.
Середній дохід на одне домашнє господарство  становив 38 248 доларів США (медіана — 23 492), а середній дохід на одну сім'ю — 32 927 доларів (медіана — 24 579). За межею бідності перебувало 43,6 % осіб, у тому числі 73,6 % дітей у віці до 18 років та 15,0 % осіб у віці 65 років та старших.
Цивільне працевлаштоване населення становило 731 осіб. Основні галузі зайнятості: освіта, охорона здоров'я та соціальна допомога — 33,0 %, виробництво — 15,3 %, будівництво — 14,8 %.